# 矢野眞
矢野 眞（やの まこと 1932年 - 2012年11月3日）は、福岡県出身の画家。

## 生涯
福岡市博多生まれ。旧制中学校1年次在学中の1945年6月3日、神戸市で空襲に遭い、多数の焼死体を目の当たりにする。この時の体験がきっかけとなり、戦争犠牲者たちへの鎮魂の絵を描き始めた。
福岡県立修猷館高等学校在学中はトロンボーンを演奏した。高校卒業後、上京して東京藝術大学を受験するも失敗、行きつけの酒場のマダムに紹介されて会社に就職し、商業デザイナーとして活躍した。
NHKの人形劇『ひょっこりひょうたん島』のバックなどを描いている。今日では、仏画家として国際的に評価が高い。代表作に「千手観音と二十八部衆」「薬師如来と十二神将」など。
妻の渋沢道子（澤道子）は詩人、作家で、澁澤龍彦の妹である。「絵で拝む日蓮聖人大曼荼羅」「千手観音と二十八部衆」など、妻との共作による著書もある。